# Heeresmunitionsanstalt Wulfen
Die Heeresmunitionsanstalt Wulfen ist eine ehemalige Munitionsanstalt (Muna) der Wehrmacht zwischen den Dorstener Stadtteilen Deuten, Holsterhausen, Hervest und Wulfen, die heute von der Bundeswehr genutzt wird.
Durch Kriegseinwirkung und unsachgemäße Munitionsvernichtung (Haufensprengungen) durch die Alliierten war das Gelände mit Blindgängern und Munitionsresten verseucht. Trotzdem unterhielt die Britische Rheinarmee dort weiter ein Munitionsdepot.
Nach der Wiedervereinigung wurde das Depot im Rahmen der Reduzierung der britischen Streitkräfte in Deutschland an die Bundeswehr übergeben. In den 1990er Jahren wurde das Depot grundlegend modernisiert, dabei wurden fast alle alten Munitionsbunker entfernt und neue Munitionslagerhäuser errichtet. Es existieren noch vier intakte Munitionslagerhäuser der Wehrmacht, wovon zwei noch in Gebrauch sind. Bei diesen Umstrukturierungsarbeiten wurden die vorhandenen Bodenkontaminationen weitgehend entfernt und Blindgänger geräumt. Ein Grundwasserschaden besteht weiterhin und wird beobachtet.
Inzwischen ist der Standort Wulfen ausgebaut zum größten Munitionsdepot Deutschlands und zu einem der größten Munitionsdepots in Westeuropa. In 381 Lagerhäusern kann Munition bis zu einer Kapazität von 62.000 Tonnen gelagert werden. Das 210 Hektar große Gelände wird von 15 Kilometern Bahngleisen und 25 Kilometer Straßennetz durchzogen. Über den Bahnhof Deuten sind die Gleise mit dem Schienennetz der Deutschen Bahn verbunden.
Die Einrichtung wurde von der Bundeswehr bis 2001 als Munitionsdepot Wulfen betrieben und dann zum Munitionshauptdepot Wulfen heraufgestuft. Im Rahmen der Umstrukturierung der Bundeswehr entstand daraus am 20. Januar 2016 das Munitionsversorgungszentrum West. Es ist eines von vier Munitionsversorgungszentren (mit neun Munitionslagern) der Bundeswehr. Unter anderem ist ihm das Munitionsdepot Köppern unterstellt.
Nach der Neugliederung Dorstens in Stadtteile im Jahr 1978 liegt das Depot komplett im Stadtteil Deuten.